# Бюлертан
Бюлертан (нем. Bühlertann) — община в Германии, в земле Баден-Вюртемберг. 
Подчиняется административному округу Штутгарт. Входит в состав района Швебиш-Халль.  Население составляет 3049 человек (на 31 декабря 2010 года). Занимает площадь 23,59 км².